# Śmierć Napoleona

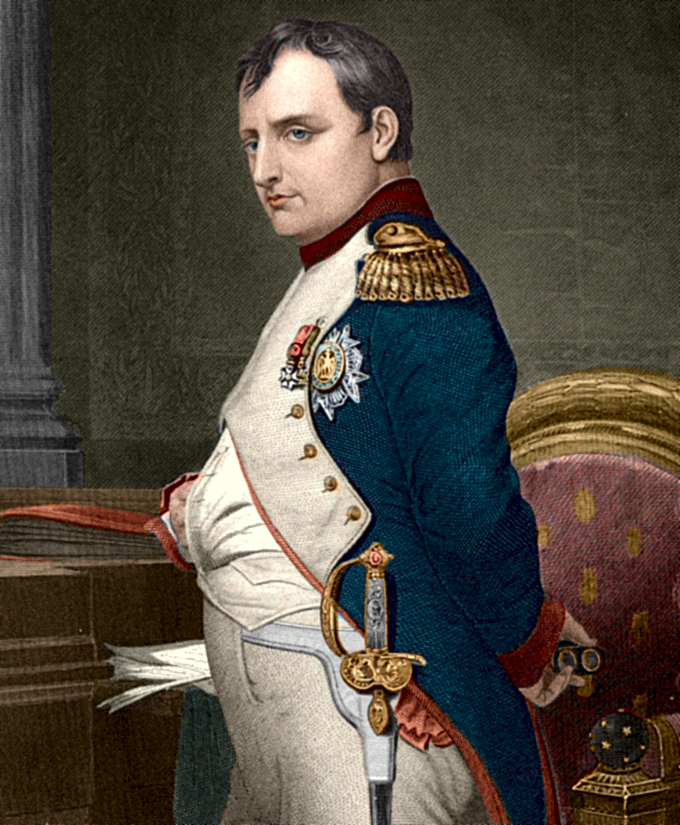
Napoleon, Cesarz Francuzów

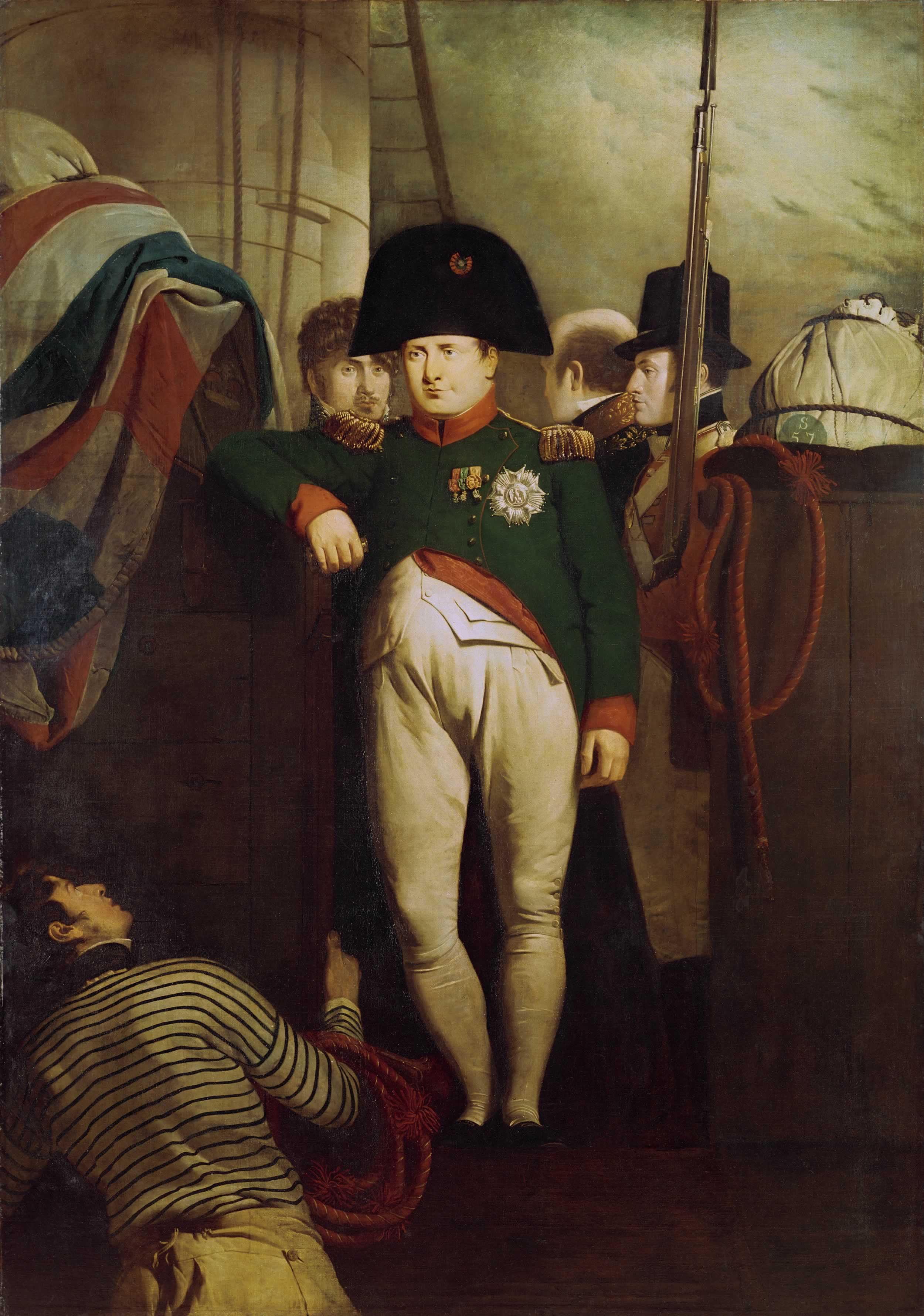
Napoleon Bonaparte na pokładzie „Bellerophona” w Plymouth Sound

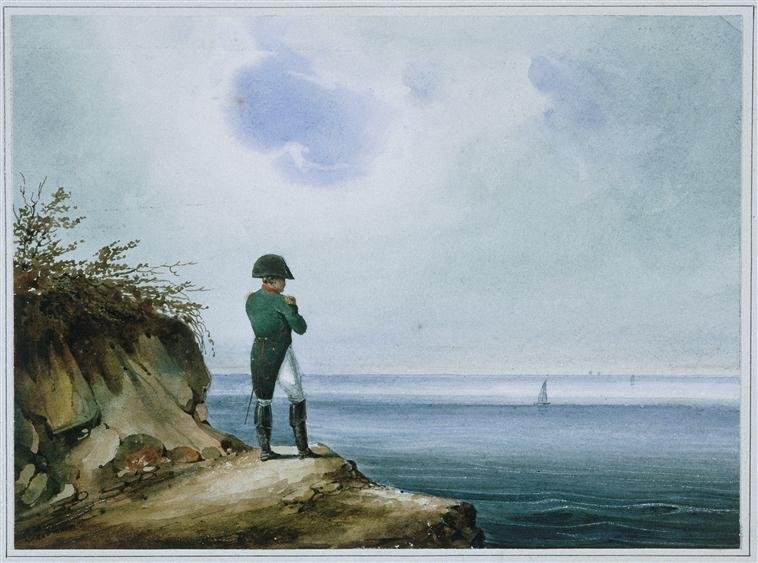
Napoleon na wyspie Św. Heleny

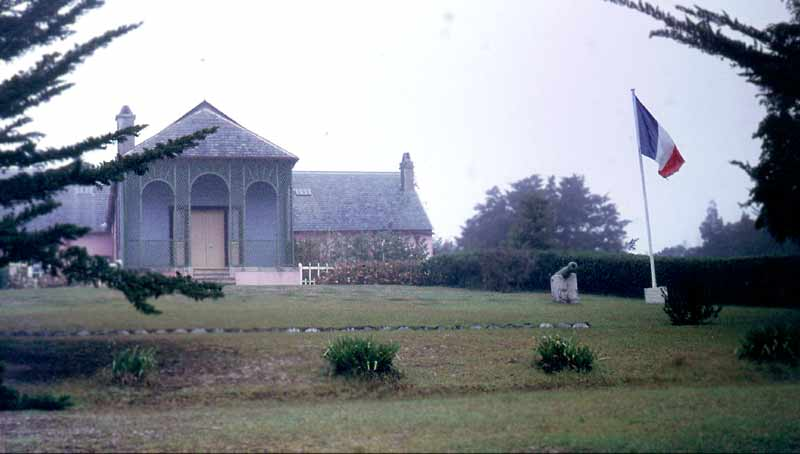
Longwood House

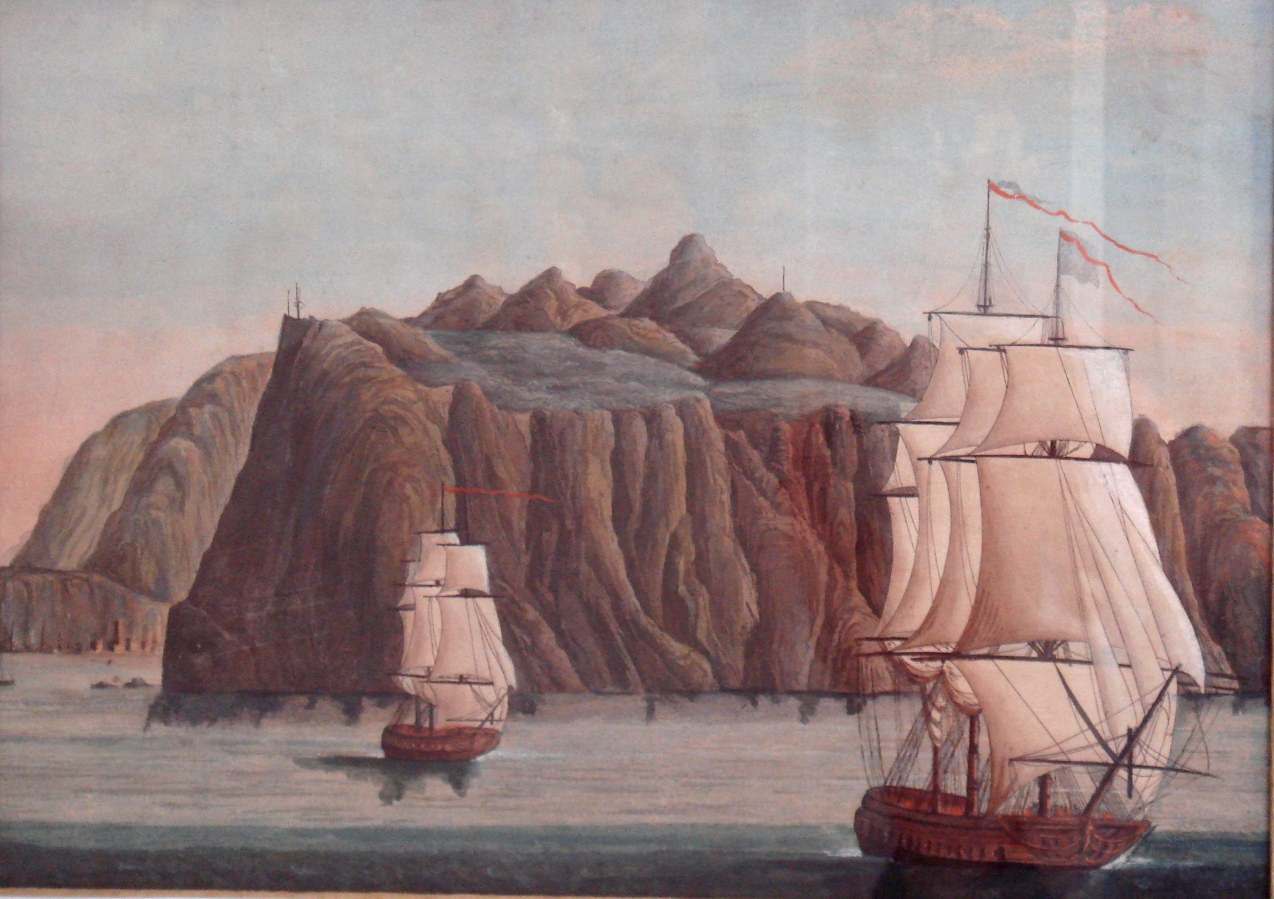
Okręty francuskie u brzegów Św. Heleny

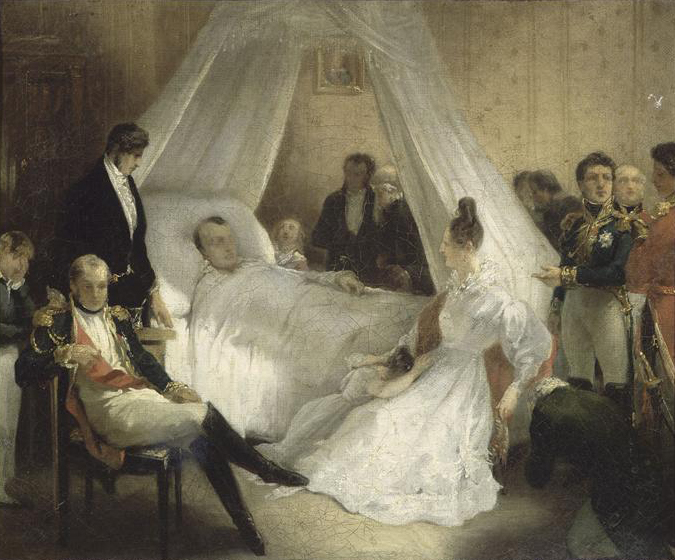
Cesarz na łożu śmierci

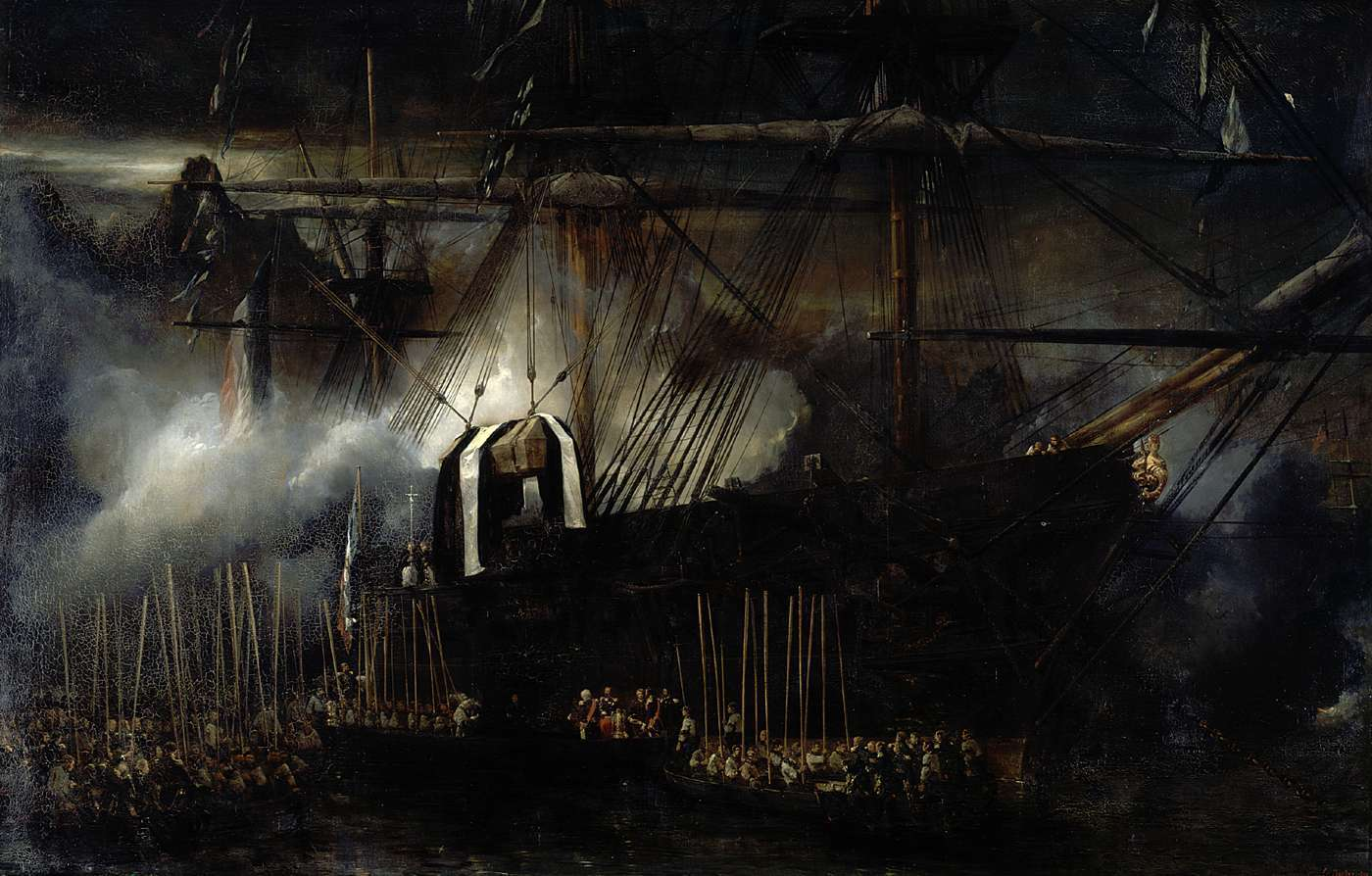
Belle Poule u brzegów Św. Heleny

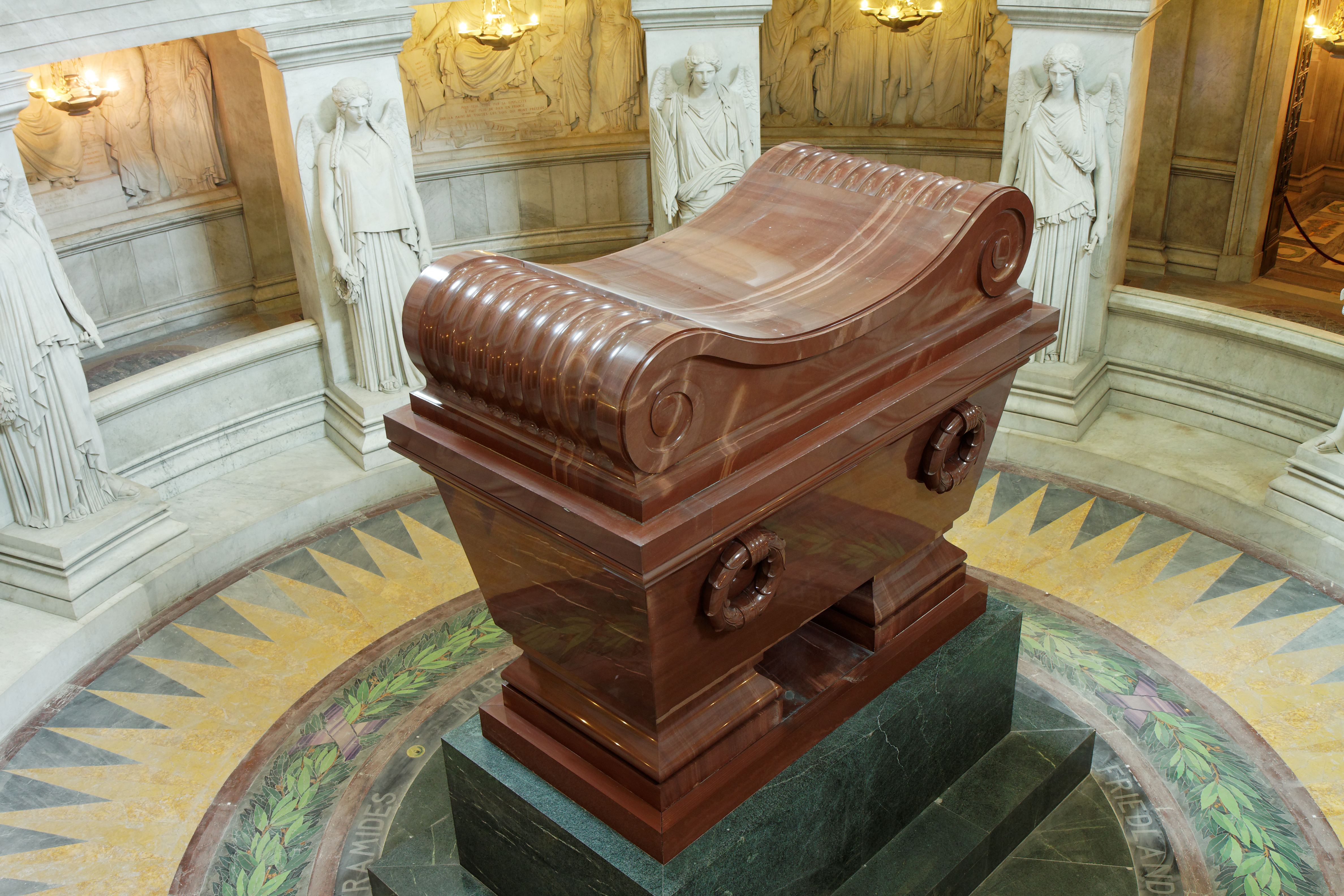
Sarkofag cesarza w Les Invalides

Napoleon I Bonaparte, zdetronizowany Cesarz Francuzów, ujęty po przegranej bitwie pod Waterloo, został – jako więzień brytyjski – przewieziony, na pokładzie fregaty HMS „Northumberland”, na Wyspę Św. Heleny, gdzie zmarł 5 maja 1821 roku.
Brytyjczycy, obawiając się, że ich najgroźniejszy przeciwnik ucieknie raz jeszcze, na miejsce uwięzienia wybrali wyspę leżącą – nawet według dzisiejszych kryteriów – na krańcu świata: 2800 km od Zatoki Gwinejskiej na południowym Atlantyku.

## Więzienie bez krat
HMS „Northumberland” zakotwiczył u brzegów Św. Heleny 15 października 1815 roku. Napoleon, zanim został przeniesiony do Longwood House w listopadzie, zamieszkał w pawilonie ogrodowym w posiadłości Briars należącej do angielskiego kupca Williama Balcombe (1779-1829), gdzie wkrótce zaprzyjaźnił się z rodziną gospodarzy, szczególnie zaś z najmłodszą ich córką, Lucią Elizabeth (Betsy), która znacznie później napisała Wspomnienie o Cesarzu Napoleonie (wyd. w Londynie, w roku 1844). Te dobre stosunki spowodowały, że Balcombe ściągnął na siebie podejrzenia gubernatora Św. Heleny, Hudsona Lowe. Oskarżony o to, że jest potajemnym łącznikiem zdetronizowanego cesarza z Paryżem, kupiec w roku 1818 zdecydował się opuścić wyspę i wrócić, wraz z rodziną, do Anglii. W roku 1959 jego pawilon ogrodowy został przekazany w darze rządowi francuskiemu przez potomkinię Williama Balcombe, Mabel Brookes, stając się trzecią posiadłością Francji na wyspie.
Przebywając na Św. Helenie Napoleon, otoczony niewielką grupką przyjaciół (wśród nich hrabia Montholon, Emmanuel de Las Cases, który notował jego wspomnienia, generał Henri Gatien Bertrand, generał Gourgaud, Marchand i Polak nazwiskiem Piątkowski), zajął się dyktowaniem swych wspomnień i krytyką tych, którzy go tam uwięzili. Bez jego udziału doszło do zawiązania kilku spisków, których celem było uwolnienie cesarza, w tym jeden w Brazylii i kolejny w Teksasie, gdzie osiedliło się kilkuset weteranów Wielkiej Armii marzących o wskrzeszeniu napoleońskiego imperium w Ameryce. Pojawił się nawet plan użycia w tym celu łodzi podwodnej.

### Strażnicy i przyjaciele
Sposób traktowania Napoleona przez Brytyjczyków jest do dziś sprawą dyskusyjną. Z całą pewnością Longwood House, jego miejsce odosobnienia, był fatalnie zbudowany, okolica była wilgotna, wietrzna i – generalnie rzecz biorąc – niezdrowa. Podejrzliwe, pozbawione taktu i często drobnostkowe zachowanie gubernatora wyspy, Hudsona Lowe, tylko pogarszało i tak trudną sytuację. Z drugiej strony najbliższe otoczenie Napoleona nigdy nie zaakceptowało legalności czy prawomocności jego uwięzienia, w związku z czym wyolbrzymiało nawet najdrobniejsze potknięcia Anglików. W pierwszych latach pobytu na wyspie Napoleon przyjmował wielu gości, co do wściekłości doprowadzało francuskiego premiera Richelieu, który mawiał: ten piekielnik wywiera zły wpływ na każdego, kto się doń zbliży. Jednakże od roku 1818, kiedy wprowadzono dodatkowe obostrzenia dotyczące korespondencji i wizyt, Napoleon zaczął pędzić żywot samotnika.
W Wielkiej Brytanii, wraz z upływem lat, opinia publiczna zaczęła uważać go nie za potwora, a męczennika, co bez wątpienia wypływało z niezadowolenia z powojennych torysowskich rządów lorda Liverpoola. W tymże 1818 roku gazeta The Times, którą Napoleon regularnie otrzymywał na wygnaniu, w depeszy donoszącej o fałszywej pogłosce o jego ucieczce napisała, że wiadomość ta została przyjęta przez londyńczyków z wielką radością. Nawet wśród opozycji parlamentarnej w Anglii obalony, a więc niegroźny „bóg wojny” wzbudzał pewne sympatie. Lord Holland, bratanek Charlesa Jamesa Foxa, byłego przywódcy Wigów, posłał do Longwood ponad 1000 książek i czasopism, nie licząc dżemu i innych drobnostek. Holland był również tym, który jawnie oskarżał rząd brytyjski o zamordowanie cesarza. Napoleon wiedział, kto z nim sympatyzuje i nadzieje na swe uwolnienie pokładał w tym, że Holland zostanie premierem, co ogromnie niepokoiło Richelieu'go.
Napoleon cieszył się również poparciem lorda Cochrane'a, związanego blisko z ruchami narodowowyzwoleńczymi w Chile i Brazylii, którego zamiarem było uczynić cesarza władcą zjednoczonego, południowoamerykańskiego państwa. Plan ten przekreśliła przedwczesna śmierć Napoleona. Dla lorda Byrona, między innymi, Napoleon był uosobieniem romantycznego bohatera: prześladowanego, samotnego i skazanego na niebyt. Z kolei dla przeciętnego Brytyjczyka wiadomość o tym, że opuszczony przez wszystkich Napoleon zajął się uprawianiem ogródka w Longwood, pozwalała widzieć w nim człowieka.

### Religijność Napoleona
Podejście Napoleona do spraw wiary również było przedmiotem publicznych debat w Europie. Niedługo po śmierci cesarza, podczas wykładu na uniwersytecie w Oksfordzie, Henry Parry Liddon oświadczył, że Napoleon, podczas pobytu na Św. Helenie, miał porównać siebie, w sensie negatywnym, do Jezusa Chrystusa. Według Liddona, Napoleon zauważył w rozmowie z hrabią Montholonem, że podczas gdy on sam i inni wodzowie, jak „Aleksander, Cezar i Karol Wielki”, budowali ogromne imperia opierając się na siłach zbrojnych, Jezus „zbudował swoje imperium w oparciu o miłość.” Po dłuższej dyskusji na temat fenomenu i wielkości Chrystusa, Napoleon miał powtórzyć: „To według mnie dowodzi boskości Jezusa Chrystusa”.
Z wcześniejszych wypowiedzi przypisywanych Napoleonowi wynikać miało, że w czasie pobytu w Egipcie był zafascynowany islamem:
Mam nadzieję, że niedługo nadejdzie ten dzień, kiedy będę mógł zjednoczyć wszystkich myślących i wykształconych ludzi i utworzyć państwo oparte na zasadach Koranu, które są samą prawdą i jako jedyne mogą prowadzić człowieka do świętości.
Jednak osobisty sekretarz Napoleona z okresu wyprawy do Egiptu, Louis Antoine Fauvelet de Bourrienne, napisał w swych wspomnieniach, że Napoleon nie interesował się poważnie ani islamem, ani żadną inną religią, o ile nie wiązało się to z osiągnięciem konkretnych korzyści politycznych:
Założeniem Bonapartego było, jak mi to wielokrotnie powtarzał, patrzeć na religie jak na dzieło człowieka i wykorzystać wszystko, co jest w nich siłą napędową władzy... Jeśli kiedykolwiek mówił jak muzułmanin, robił to wyłącznie dla osiągnięcia zwycięstwa, bezpieczeństwa swych wojsk i dla własnej sławy. W Indiach mógłby być Alim, w Tybecie dalajlamą, a w Chinach Konfucjuszem.
Umierając Napoleon pojednał się z Kościołem katolickim. 5 maja 1821 roku wyspowiadał się, przyjął namaszczenie i wiatyk z rąk o. Ange Vignaliego.

### Pogrzeb
W swej ostatniej woli Napoleon prosił o pochowanie go „nad brzegami Sekwany”. To życzenie nie zostało spełnione; pochowany został na Św. Helenie w nieoznaczonym grobie, ponieważ Hudson Lowe odmówił umieszczenia nagrobka z jednym słowem „Napoleon” argumentując, że musiałoby zostać dodane również słowo „Buonaparte”, gdyż w innym przypadku oznaczało by to, że rząd brytyjski uznawał cesarski tytuł Napoleona. Jak podaje szwedzki historyk Herman Lindquist (zob, niżej, Bibliografia) zwłoki, ubrane w mundur generała artylerii, z Legią Honorową i orderem Żelaznej Korony na piersi, złożono w czterech trumnach: metalowej, zalutowanej, którą włożono w mahoniową; tę włożono w ołowianą, którą także zalutowano i włożono w jeszcze jedną trumnę mahoniową, zaśrubowaną srebrnymi śrubami. Serce cesarza, zakonserwowane w spirytusie, miało według jego życzeń zostać wysłane do syna do Wiednia, ale sprzeciwił się temu Hudson Lowe i serce pochowano razem ze zwłokami.
W roku 1840 szczątki Cesarza Francuzów zostały przewiezione do Francji na pokładzie fregaty Belle-Poule i uroczyście złożone w jednej z kaplic w Les Invalides w Paryżu,  bez udziału krewnych z rodu Bonapartów, którym zabroniono przebywać we Francji, ale w obecności setek weteranów jego wojen, z marsz. Soultem na czele. Trumny na św. Helenie otwarto, by zidentyfikować zwłoki, które zachowały się w stanie prawie nienaruszonym. 2 kwietnia 1861 szczątki cesarza przeniesiono do sarkofagu pod kopułą Kościoła Inwalidów, gdzie spoczywają do dziś w sześciu trumnach: cynowej, mahoniowej, dwóch ołowianych, z kości słoniowej i na koniec jeszcze jednej mahoniowej. Przy tym ostatnim pogrzebie była obecna również rodzina Napoleona: bratanek cesarza, Napoleon III Bonaparte z rodziną i naturalny syn, Aleksander Colonna-Walewski oraz potomkowie cesarskich braci Hieronima i Lucjana i sióstr Elizy i Karoliny.
W 1969 roku pochowano u stóp Napoleona jego syna Napoleona II, przeniesionego do Paryża z Wiednia w roku 1940. Przez 29 lat spoczywał, tak jak przed nim ojciec, w jednej z kaplic Inwalidów.
Porfir egipski (używany dla budowy grobowców cesarzy rzymskich) był niedostępny, ale dało się zdobyć czerwony kwarcyt z Finlandii, należącej wówczas do Rosji, co wywołało protesty tych, którzy wciąż widzieli w Rosji wroga. Od tamtych czasów setki milionów turystów odwiedziło grób cesarza w Les Invalides.

## Przyczyny zgonu
Przyczyna przedwczesnego zgonu Napoleona stała się przedmiotem międzynarodowej debaty. Dr Francesco Antommarchi – lekarz reprezentujący rząd brytyjski i (jakoby) rodzinę cesarza – szef zespołu badającego zwłoki Napoleona po śmierci uznał, że był to rak żołądka, co zostało zapisane w akcie zgonu. W drugiej połowie XX wieku pojawiły się jednak głosy, że Napoleon został otruty, najprawdopodobniej przy pomocy arszeniku.

### Arszenik
W roku 1955 ukazały się drukiem wspomnienia Louisa Marchanda, służącego Napoleona. Jego opis stanu zdrowia Napoleona w ostatnich miesiącach przed śmiercią spowodował, że wielu lekarzy i historyków uznało, że cesarz został zamordowany. Arszenik był w tamtych czasach często używany jako trucizna z powodu swej niewykrywalności i powolnego działania. Gdy w roku 1840, po ekshumacji, stwierdzono, że ciało Napoleona jest doskonale zachowane, teoria o otruciu arszenikiem nabrała nowych barw, bowiem trucizna ta jest jednocześnie znakomitym środkiem konserwującym. W 2001 roku Pascal Kintz, ze Strasbourg Forensic Institute we Francji potwierdził tę teorię po przestudiowaniu poziomu arszeniku w zachowanym pośmiertnie puklu włosów Napoleona: był on 7-38 razy wyższy niż normalny. Poza podwyższonym poziomem arsenu, we włosach Napoleona stwierdzono wyższe niż prawidłowe stężenie antymonu.
Tnąc zachowane pukle włosów na fragmenty i analizując każdy segment osobno można było ustalić koncentrację arszeniku w ciele zmarłego w poszczególnych okresach życia. Analiza wykazała, że Napoleon w różnych okresach w ciągu swego życia otrzymywał duże, choć nie zabójcze, dawki arszeniku. Arszenik podawany w ten sposób mógł osłabić ofiarę, ale nie powinien jej zabić.
Zgodnie z najnowszymi badaniami, ujawnionymi przez miesięcznik Science et Vie, taką samą koncentrację arszeniku wykazują próbki włosów Napoleona z lat 1805, 1814 i 1821. Ivan Ricordel, główny toksykolog policji paryskiej oświadczył, że gdyby arszenik miał być przyczyną śmierci Napoleona, zgon musiałby nastąpić na wiele lat przed rokiem 1821. Należy dodać, że przed odkryciem antybiotyków arszenik był jedynym znanym środkiem walki z kiłą i był także używany w pomadzie do włosów, którą stosował Napoleon.

### Rak żołądka
W maju roku 2005 zespół lekarzy szwajcarskich ustalił, że podstawową przyczyną śmierci Napoleona był rak żołądka, który był przyczyną zgonu również jego ojca, brata Lucjana i siostry Pauliny (jej związane z tym cierpienia doprowadziły ją do samobójstwa). Opierając się na dostępnych danych lekarze szwajcarscy ustalili, że cesarz w chwili śmierci ważył 76 kg, podczas gdy rok wcześniej 91 kg, co potwierdza autopsję dokonaną przez Antommarchiego.
W październiku 2005 roku ujawniono w Szkocji dokument potwierdzający wnioski Antommarchiego. W innej pracy z 2004 roku zaproponowano wersję, że bezpośrednią przyczyną śmierci cesarza mogły być zaburzenia rytmu serca typu torsade de pointes spowodowanych hipokaliemią, której przyczyną mogła być intoksykacja związkami arsenu jak i przyczyny jatrogenne: podawanie kalomelu i działającego wymiotnie winianu antymonu.